# Edoardo Mortara
Edoardo Mortara (ur. 12 stycznia 1987 roku w Genewie, Szwajcaria) – włoski kierowca wyścigowy, szwajcarskiego pochodzenia. Posiada również francuskie obywatelstwo.

## Kariera
Włoch karierę rozpoczął w roku 2000, od startów w kartingu. W 2006 roku przeszedł do wyścigów samochodów jednomiejscowych, debiutując w Formule Renault. Startując we włoskiej ekipie Prema Powerteam (we włoskiej i europejskiej edycji), zmagania zakończył odpowiednio na 4. i 21. pozycji 
W sezonie 2007 zadebiutował w dużo silniej obsadzonej Formule 3 Euro Series, gdzie jeździł dla zespołu Signature-Plus. Wygrawszy dwa wyścigi, rywalizację ukończył na 8. miejscu. W drugim roku startów był jednym z kierowców walczących o tytuł i przez pewien czas nawet prowadził w klasyfikacji generalnej. Ostatecznie mistrzostwo przegrał jednak z Niemcem Nico Hülkenbergiem, zajmując 2. lokatę. W listopadzie wziął udział w prestiżowym wyścigu o Grand Prix Makau (również we francuskiej ekipie). Po udanych kwalifikacjach, Włoch dojechał na 2. miejscu, ulegając jedynie Japończykowi, Keisuke Kunimoto. 
W 2009 roku podpisał kontrakt z ekipą Arden, na starty, zarówno w zimowym, jak i głównym cyklu GP2. W obu przypadkach świetny debiut (trzecie miejsce w głównym wyścigu w azjatyckiej oraz zwycięski sprint w europejskiej edycji) nie przełożył się na resztę sezonu i Mortara musiał zadowolić się odpowiednio 11. i 14. lokatą. Mierne wyniki w przedsionku F1 powetował sobie zwycięstwem w Pucharze Interkontynentalnym w Makau, po zaciętej walce z zespołowym kolegą, Francuzem Jeanem-Karlem Vernayem. Gościnnie wystartował również w kilku wyścigach Formuły 3 Euroseries oraz World Series by Renault, jednakże bez sukcesu. 
Z powodu braku sponsorów Włoch nie był w stanie zapewnić sobie miejsca w stawce przedsionka F1, dlatego też postanowił powrócić do najwyższej serii z cyklu F3 i ponownie nawiązać współpracę z francuską stajnią. Ruch ten okazał się słuszny. Ponowna współpraca z Signature-Plus zaowocowała tytułem mistrzowskim, na rundę przed zakończeniem rywalizacji. W ciągu osiemnastu wyścigów Edoardo jedenastokrotnie stanął na podium, z czego siedem razy na najwyższym stopniu. Bezkonkurencyjny okazał się również w prestiżowym wyścigu o Grand Prix Makau. Włoch od samego początku przewodził stawce, zwyciężając zarówno w kwalifikacjach, jak i w wyścigu kwalifikacyjnym. W wyścigu nie popełnił błędów i pewnie dojechał do mety, z dwu sekundową przewagą na partnerem z zespołu, Belgiem Laurensem Vanthoorem. Stał się tym samym pierwszym od 30 lat zawodnikiem, który dwukrotnie z rzędu stanął na najwyższym stopniu podium w nieoficjalnych mistrzostwach świata Formuły 3.
Od 2011 roku, Mortara startuje w niemieckiej serii DTM. W pierwszym sezonie zajął 8. miejsce w klasyfikacji generalnej mając na koncie 21 punktów i dwa podia, na Brands Hatch i Oschersleben. W 2012 roku udało mu się wygrać dwa wyścigi na Red Bull Ringu i Zandvoort przy okazji dorzucając podium na Nurbugringu. Zdobył 5. miejsce w klasyfikacji końcowej sezonu z liczbą 82 punktów. Na początku listopada wziął udział w testach młodych kierowców F1 na torze Yas Marina w Abu Dhabi, reprezentując zespół Lotus.
Od 2017 roku jest jednym z kierowców Formuły E. Obecnie jest kierowcą zespołu ROKiT Venturi Racing.

## Statystyki
| Sezon   | Seria                                  | Zespół                          | Wyścigi | Zwycięstwa | PP | NO | Punkty | Pozycja |
| ------- | -------------------------------------- | ------------------------------- | ------- | ---------- | -- | -- | ------ | ------- |
| 2006    | Europejska Formuła Renault             | Prema Powerteam                 | 14      | 0          | 0  | 0  | 8      | 21      |
| 2006    | Włoska Formuła Renault                 | Prema Powerteam                 | 15      | 0          | 0  | 1  | 144    | 4       |
| 2007    | Formula 3 Euroseries                   | Signature-Plus                  | 20      | 2          | 0  | 1  | 37     | 8       |
| 2008    | Formula 3 Euroseries                   | Signature-Plus                  | 20      | 1          | 0  | 0  | 49,5   | 2       |
| 2008    | Grand Prix Makau                       | Signature-Plus                  | 1       | 0          | 0  | 0  | 0      | 2       |
| 2008–09 | Azjatycka Seria GP2                    | Trust Team Arden                | 8       | 0          | 0  | 0  | 11     | 11      |
| 2009    | Formula Renault 3.5                    | Tech 1 Racing                   | 4       | 0          | 0  | 0  | 6      | 24      |
| 2009    | Formula Renault 3.5                    | SG Formula                      | 4       | 0          | 0  | 0  | 6      | 24      |
| 2009    | Seria GP2                              | Telmex Arden International      | 20      | 1          | 0  | 2  | 19     | 14      |
| 2009    | Formuła 3 Euroseries                   | Kolles & Heinz Union            | 2       | 0          | 0  | 0  | 0      | NS†     |
| 2009    | Grand Prix Makau                       | Signature-Plus                  | 1       | 1          | 0  | 1  | N/A    | 1       |
| 2010    | Formuła 3 Euroseries                   | Signature-Plus                  | 18      | 7          | 5  | 6  | 101    | 1       |
| 2010    | Grand Prix Makau                       | Signature-Plus                  | 1       | 1          | 1  | 1  | N/A    | 1       |
| 2010    | Masters of Formula 3                   | Signature-Plus                  | 1       | 0          | 0  | 0  | N/A    | 5       |
| 2011    | DTM                                    | Audi Sport Team Rosberg         | 10      | 0          | 0  | 0  | 21     | 9       |
| 2011    | 6 Hours of Zhuhai - GTC                | Audi Sport C Racing             | 1       | 1          | 1  | 0  | N/A    | 1       |
| 2011    | Star River - Windsor Arch Macau GT Cup | Audi Sport C Racing             | 1       | 1          | 1  | 1  | N/A    | 1       |
| 2012    | DTM                                    | Audi Sport Team Rosberg         | 10      | 2          | 1  | 0  | 82     | 5       |
| 2012    | Audi R8 LMS Cup China                  |                                 | 2       | 2          | 0  | 1  | 0      | NS†     |
| 2012    | City of Dreams Macau GT Cup            | Audi R8 LMS Cup                 | 1       | 1          | 1  | 1  | N/A    | 1       |
| 2013    | DTM                                    | Audi Sport Team Rosberg         | 10      | 0          | 0  | 0  | 3      | 21      |
| 2013    | Grand American Rolex Series - GT       | Audi Sport Customer Racing/ AJR | 3       | 1          | 0  | 0  | 74     | 23      |
| 2013    | Audi R8 LMS Cup China                  | Brothers Racing Team 1          | 1       | 1          | 1  | 0  | 0      | NS†     |
| 2013    | City of Dreams Macau GT Cup            | Audi R8 LMS Cup                 | 1       | 1          | 0  | 1  | N/A    | 1       |
| 2014    | DTM                                    | Audi Sport Team Abt Sportsline  | 10      | 0          | 0  | 0  | 68     | 5       |

- – sezon w trakcie. † – Mortara nie był liczony do klasyfikacji.

## Wyniki w GP2
| Legenda oznaczeń w tabelach wyników Wyświetl szablon na nowej stronie | Legenda oznaczeń w tabelach wyników Wyświetl szablon na nowej stronie                                                                     |
| Oznaczenie                                                            | Wyjaśnienie |
| --------------------------------------------------------------------- | --- |
| Złoty                                                                 | Zwycięzca lub mistrzostwo |
| Srebrny                                                               | 2. miejsce lub wicemistrzostwo |
| Brązowy                                                               | 3. miejsce lub II wicemistrzostwo |
| Zielony                                                               | Ukończył, punktował (w klasyfikacji generalnej, gdy zdobył co najmniej jeden punkt na przestrzeni sezonu, poza trzema powyższymi opcjami) |
| Niebieski                                                             | Ukończył, nie punktował (w klasyfikacji generalnej, gdy nie zdobył co najmniej jednego punktu na przestrzeni sezonu)                      |
| Czerwony                                                              | Nie zakwalifikował się (NZ) |
| Czerwony                                                              | Nie prekwalifikował się (NPK) |
| Różowy                                                                | Nie ukończył (NU) |
| Różowy                                                                | Niesklasyfikowany (NS) (w klasyfikacji generalnej, gdy nie został sklasyfikowany w żadnym wyścigu sezonu)                                 |
| Czarny                                                                | Zdyskwalifikowany (DK) |
| Czarny                                                                | Wykluczony (WYK/EX) |
| Biały                                                                 | Nie wystartował (NW) |
| Biały                                                                 | Kontuzjowany (K/INJ) |
| Biały                                                                 | Wyścig odwołany (OD/C) |
| Bez koloru                                                            | Został wycofany (WYC/WD) |
| Bez koloru                                                            | Nie przybył (NP/DNA) |
| Bez koloru                                                            | Nie brał udziału w treningach (NT/DNP) |
| Bez koloru                                                            | Nie został zgłoszony (–) |
| Pogrubienie                                                           | Start z pole position |
| Kursywa                                                               | Najszybsze okrążenie wyścigu |
| †                                                                     | Nie ukończył, ale jego rezultat został zaliczony ze względu na przejechanie więcej niż 90% dystansu wyścigu.                              |
| *                                                                     | Sezon w trakcie |
| 1/2/3                                                                 | Punktowana pozycja w sprincie kwalifikacyjnym                                                                                             |
| Lista systemów punktacji Formuły 1                                    | |

| Rok  | Zespół                     | Wyniki w poszczególnych eliminacjach | Wyniki w poszczególnych eliminacjach | Wyniki w poszczególnych eliminacjach | Wyniki w poszczególnych eliminacjach | Wyniki w poszczególnych eliminacjach | Wyniki w poszczególnych eliminacjach | Wyniki w poszczególnych eliminacjach | Wyniki w poszczególnych eliminacjach | Wyniki w poszczególnych eliminacjach | Wyniki w poszczególnych eliminacjach | Wyniki w poszczególnych eliminacjach | Wyniki w poszczególnych eliminacjach | Wyniki w poszczególnych eliminacjach | Wyniki w poszczególnych eliminacjach | Wyniki w poszczególnych eliminacjach | Wyniki w poszczególnych eliminacjach | Wyniki w poszczególnych eliminacjach | Wyniki w poszczególnych eliminacjach | Wyniki w poszczególnych eliminacjach | Wyniki w poszczególnych eliminacjach | Punkty | Pozycja |
| ---- | -------------------------- | ------------------------------------ | ------------------------------------ | ------------------------------------ | ------------------------------------ | ------------------------------------ | ------------------------------------ | ------------------------------------ | ------------------------------------ | ------------------------------------ | ------------------------------------ | ------------------------------------ | ------------------------------------ | ------------------------------------ | ------------------------------------ | ------------------------------------ | ------------------------------------ | ------------------------------------ | ------------------------------------ | ------------------------------------ | ------------------------------------ | ------ | ------- |
| 2009 | Telmex Arden International | ESP                                  | ESP                                  | MON                                  | MON                                  | TUR                                  | TUR                                  | GBR                                  | GBR                                  | DEU                                  | DEU                                  | HUN                                  | HUN                                  | VAL                                  | VAL                                  | BEL                                  | BEL                                  | ITA                                  | ITA                                  | POR                                  | POR                                  | 19     | 14      |
| 2009 | Telmex Arden International | 6                                    | 1                                    | NU                                   | 13                                   | NU                                   | 9                                    | NU                                   | NU                                   | 17                                   | NU                                   | 12                                   | 14                                   | 6                                    | 12                                   | 8                                    | NU                                   | 5                                    | NU                                   | NU                                   | 8                                    | 19     | 14      |

## Wyniki w Formule Renault 3.5
| Legenda oznaczeń w tabelach wyników Wyświetl szablon na nowej stronie | Legenda oznaczeń w tabelach wyników Wyświetl szablon na nowej stronie                                                                     |
| Oznaczenie                                                            | Wyjaśnienie |
| --------------------------------------------------------------------- | --- |
| Złoty                                                                 | Zwycięzca lub mistrzostwo |
| Srebrny                                                               | 2. miejsce lub wicemistrzostwo |
| Brązowy                                                               | 3. miejsce lub II wicemistrzostwo |
| Zielony                                                               | Ukończył, punktował (w klasyfikacji generalnej, gdy zdobył co najmniej jeden punkt na przestrzeni sezonu, poza trzema powyższymi opcjami) |
| Niebieski                                                             | Ukończył, nie punktował (w klasyfikacji generalnej, gdy nie zdobył co najmniej jednego punktu na przestrzeni sezonu)                      |
| Czerwony                                                              | Nie zakwalifikował się (NZ) |
| Czerwony                                                              | Nie prekwalifikował się (NPK) |
| Różowy                                                                | Nie ukończył (NU) |
| Różowy                                                                | Niesklasyfikowany (NS) (w klasyfikacji generalnej, gdy nie został sklasyfikowany w żadnym wyścigu sezonu)                                 |
| Czarny                                                                | Zdyskwalifikowany (DK) |
| Czarny                                                                | Wykluczony (WYK/EX) |
| Biały                                                                 | Nie wystartował (NW) |
| Biały                                                                 | Kontuzjowany (K/INJ) |
| Biały                                                                 | Wyścig odwołany (OD/C) |
| Bez koloru                                                            | Został wycofany (WYC/WD) |
| Bez koloru                                                            | Nie przybył (NP/DNA) |
| Bez koloru                                                            | Nie brał udziału w treningach (NT/DNP) |
| Bez koloru                                                            | Nie został zgłoszony (–) |
| Pogrubienie                                                           | Start z pole position |
| Kursywa                                                               | Najszybsze okrążenie wyścigu |
| †                                                                     | Nie ukończył, ale jego rezultat został zaliczony ze względu na przejechanie więcej niż 90% dystansu wyścigu.                              |
| *                                                                     | Sezon w trakcie |
| 1/2/3                                                                 | Punktowana pozycja w sprincie kwalifikacyjnym                                                                                             |
| Lista systemów punktacji Formuły 1                                    | |

| Rok  | Zespół               | Wyniki w poszczególnych eliminacjach | Wyniki w poszczególnych eliminacjach | Wyniki w poszczególnych eliminacjach | Wyniki w poszczególnych eliminacjach | Wyniki w poszczególnych eliminacjach | Wyniki w poszczególnych eliminacjach | Wyniki w poszczególnych eliminacjach | Wyniki w poszczególnych eliminacjach | Wyniki w poszczególnych eliminacjach | Wyniki w poszczególnych eliminacjach | Wyniki w poszczególnych eliminacjach | Wyniki w poszczególnych eliminacjach | Wyniki w poszczególnych eliminacjach | Wyniki w poszczególnych eliminacjach | Wyniki w poszczególnych eliminacjach | Wyniki w poszczególnych eliminacjach | Wyniki w poszczególnych eliminacjach | Punkty | Pozycja |
| ---- | -------------------- | ------------------------------------ | ------------------------------------ | ------------------------------------ | ------------------------------------ | ------------------------------------ | ------------------------------------ | ------------------------------------ | ------------------------------------ | ------------------------------------ | ------------------------------------ | ------------------------------------ | ------------------------------------ | ------------------------------------ | ------------------------------------ | ------------------------------------ | ------------------------------------ | ------------------------------------ | ------ | ------- |
| 2009 |                      | CAT                                  | CAT                                  | BEL                                  | BEL                                  | MON                                  | HUN                                  | HUN                                  | GBR                                  | GBR                                  | FRA                                  | FRA                                  | PRT                                  | PRT                                  | DEU                                  | DEU                                  | ARA                                  | ARA                                  | 6      | 24      |
| 2009 | KMP Group/SG Formula | -                                    | -                                    | -                                    | -                                    | -                                    | 21                                   | NU                                   | -                                    | -                                    | -                                    | -                                    | -                                    | -                                    | -                                    | -                                    | -                                    | -                                    | 6      | 24      |
| 2009 | Tech 1 Racing        | -                                    | -                                    | -                                    | -                                    | -                                    | -                                    | -                                    | -                                    | -                                    | NU                                   | 6                                    | -                                    | -                                    | -                                    | -                                    | -                                    | -                                    | 6      | 24      |

## Wyniki w Azjatyckiej Serii GP2
| Legenda oznaczeń w tabelach wyników Wyświetl szablon na nowej stronie | Legenda oznaczeń w tabelach wyników Wyświetl szablon na nowej stronie                                                                     |
| Oznaczenie                                                            | Wyjaśnienie |
| --------------------------------------------------------------------- | --- |
| Złoty                                                                 | Zwycięzca lub mistrzostwo |
| Srebrny                                                               | 2. miejsce lub wicemistrzostwo |
| Brązowy                                                               | 3. miejsce lub II wicemistrzostwo |
| Zielony                                                               | Ukończył, punktował (w klasyfikacji generalnej, gdy zdobył co najmniej jeden punkt na przestrzeni sezonu, poza trzema powyższymi opcjami) |
| Niebieski                                                             | Ukończył, nie punktował (w klasyfikacji generalnej, gdy nie zdobył co najmniej jednego punktu na przestrzeni sezonu)                      |
| Czerwony                                                              | Nie zakwalifikował się (NZ) |
| Czerwony                                                              | Nie prekwalifikował się (NPK) |
| Różowy                                                                | Nie ukończył (NU) |
| Różowy                                                                | Niesklasyfikowany (NS) (w klasyfikacji generalnej, gdy nie został sklasyfikowany w żadnym wyścigu sezonu)                                 |
| Czarny                                                                | Zdyskwalifikowany (DK) |
| Czarny                                                                | Wykluczony (WYK/EX) |
| Biały                                                                 | Nie wystartował (NW) |
| Biały                                                                 | Kontuzjowany (K/INJ) |
| Biały                                                                 | Wyścig odwołany (OD/C) |
| Bez koloru                                                            | Został wycofany (WYC/WD) |
| Bez koloru                                                            | Nie przybył (NP/DNA) |
| Bez koloru                                                            | Nie brał udziału w treningach (NT/DNP) |
| Bez koloru                                                            | Nie został zgłoszony (–) |
| Pogrubienie                                                           | Start z pole position |
| Kursywa                                                               | Najszybsze okrążenie wyścigu |
| †                                                                     | Nie ukończył, ale jego rezultat został zaliczony ze względu na przejechanie więcej niż 90% dystansu wyścigu.                              |
| *                                                                     | Sezon w trakcie |
| 1/2/3                                                                 | Punktowana pozycja w sprincie kwalifikacyjnym                                                                                             |
| Lista systemów punktacji Formuły 1                                    | |

| Rok       | Zespół           | Wyniki w poszczególnych eliminacjach | Wyniki w poszczególnych eliminacjach | Wyniki w poszczególnych eliminacjach | Wyniki w poszczególnych eliminacjach | Wyniki w poszczególnych eliminacjach | Wyniki w poszczególnych eliminacjach | Wyniki w poszczególnych eliminacjach | Wyniki w poszczególnych eliminacjach | Wyniki w poszczególnych eliminacjach | Wyniki w poszczególnych eliminacjach | Wyniki w poszczególnych eliminacjach | Punkty | Pozycja |
| --------- | ---------------- | ------------------------------------ | ------------------------------------ | ------------------------------------ | ------------------------------------ | ------------------------------------ | ------------------------------------ | ------------------------------------ | ------------------------------------ | ------------------------------------ | ------------------------------------ | ------------------------------------ | ------ | ------- |
| 2008/2009 | Arden Motorsport | CHN                                  | CHN                                  | ARE                                  | BHR                                  | BHR                                  | QAT                                  | QAT                                  | MAL                                  | MAL                                  | BHR                                  | BHR                                  | 11     | 11      |
| 2008/2009 | Arden Motorsport | -                                    | -                                    | -                                    | 3                                    | 8                                    | 7                                    | 4                                    | NU                                   | 17                                   | NU                                   | 16                                   | 11     | 11      |